# ローゼンタール (ヘッセン)
ローゼンタール (ドイツ語: Rosenthal, ドイツ語発音: [ˈroːzn̩taːl]) は、ドイツ連邦共和国ヘッセン州ヴァルデック＝フランケンベルク郡南東部の市である。

## 地理
ローゼンタールは、フランケンベルクの南東、ブルクヴァルト（中低山地）内に位置する。

### 隣接する市町村
ローゼンタールは、北はブルクヴァルト、東はゲミュンデン (ヴォーラ)（ともにヴァルデック＝フランケンベルク郡）、南東はヴォーラタール、南はラウシェンベルクおよびヴェッター、西はミュンヒハウゼン（以上、いずれもマールブルク＝ビーデンコプフ郡）と境を接する。

### 市の構成
- ローゼンタール
- ローダ
- ヴィラースハウゼン

## 歴史
ローゼンタールは、1327年頃にマインツ大司教マティアス・フォン・ブーヒェッグによって、ヘッセン方伯に対抗する前哨基地として建設された。この集落は城塞（1700年頃に解体された）によって護られ、やがて同名のアムト（地方行政区分）の首邑に発展した。ローゼンタールは1343年にはすでに「市」(oppidum) として記述されている。ヘッセン対マインツの確執が1427年に終結した後、マインツ司教のフェーデに伴いローゼンタールは1464年に、最初は担保として、ヘッセン方伯に委ねられた。しかし結局、1583年にメルラウアー条約に基づき、完全にヘッセン＝マールブルク方伯に移譲された。このヘッセンの傍系が断絶した後、ローゼンタールはヘッセン＝カッセル方伯の所領となり、1866年にこの方伯領とともにプロイセン領となった。この間、短命に終わったヴェストファーレン王国時代（1806年 - 1813年）には、ローゼンタールはカントン・ローゼンタール（ローゼンタール小郡）の行政機関の所在地であった。
この街は、1588年にヘッセンで最後の魔女裁判による火刑が行われたという怪しげな評判を得ている。

### 市町村合併
1970年代の初めに行われたヘッセン州の地域再編に伴い、それまで独立した町村であったローダとヴィラースハウゼンがローデンタール市に合併した。

## 行政

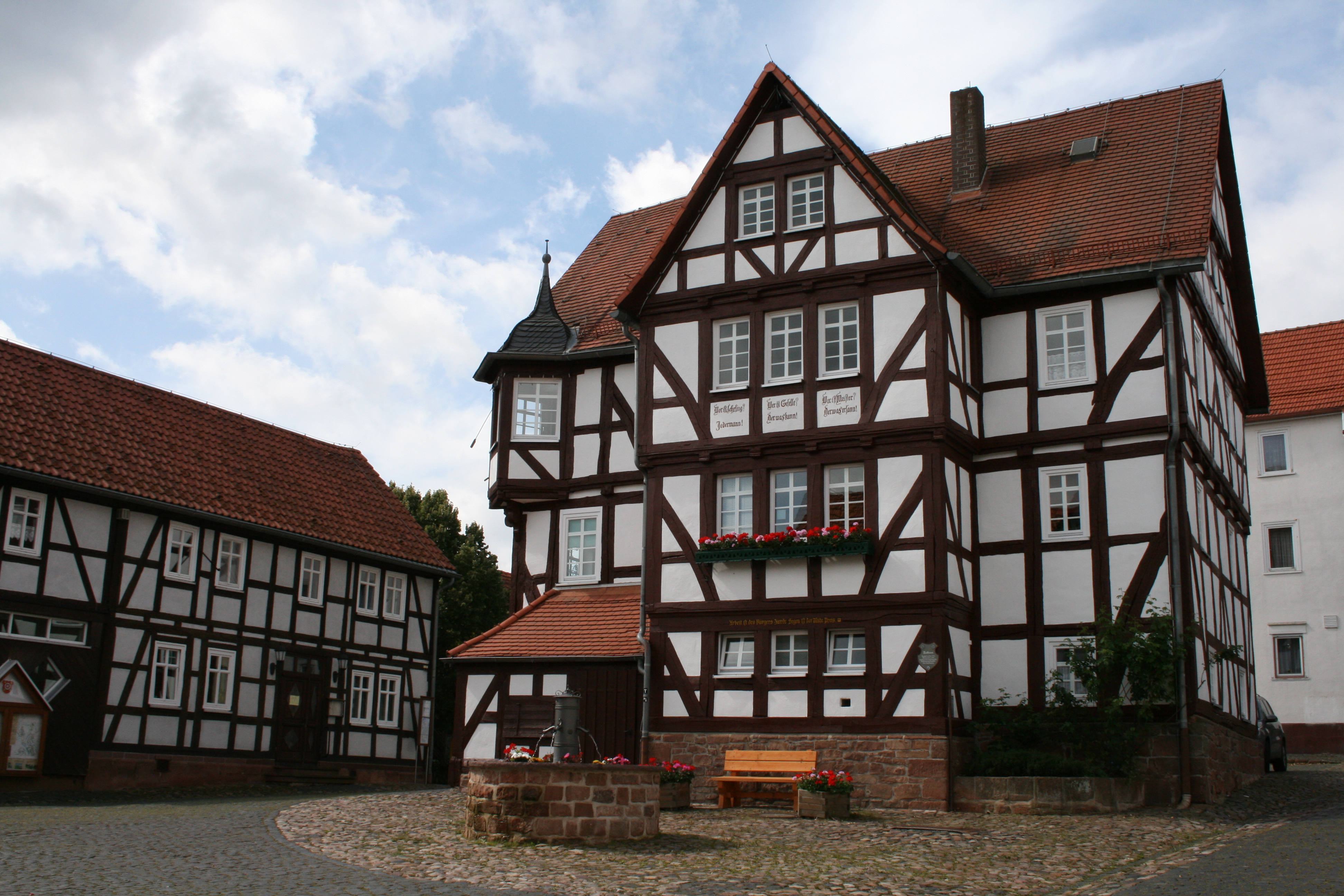
ローゼンタール市庁舎

### 議会
ローゼンタールの市議会は、15議席からなる。

### 首長
ハンス・ヴァスムートは、2004年2月8日に 79 % の票を獲得して市長に選出された。2009年9月27日に 86.2 % の票を得て再選された。

### 紋章
本市の紋章は、その成立がマインツ司教によることを想起させる。
図柄: 4輪の黄色いバラに囲まれたマインツの輪。

## 人物

### 出身者
- エルンスト・コルネマン（1868年 - 1946年）古代史学者

## 引用
1. ↑  Hessisches Statistisches Landesamt: Bevölkerung in Hessen am 31.12.2023 (Landkreise, kreisfreie Städte und Gemeinden, Einwohnerzahlen auf Grundlage des Zensus 2011)]
2. ↑  2011年3月27日の市議会議員選挙結果 (hsl.de)